# ロボット工学三原則
ロボット工学三原則（ロボットこうがくさんげんそく、英語: Three Laws of Robotics）とは、SF作家アイザック・アシモフのSF小説において、ロボットが従うべきとして示された原則である。ロボット三原則とも言われる。「人間への安全性、命令への服従、自己防衛」を目的とする3つの原則から成る。アシモフの小説に登場するロボットは常にこの原則に従おうとするが、各原則の優先順位や解釈によって一見不合理な行動をとり、その謎解きが作品の主題となっている。
本原則は後の作品に影響を与えたのに加え、単なるSFの小道具にとどまらず現実のロボット工学にも影響を与えた。

## 概要
ロボット工学三原則（以下、三原則）は「ロボットシリーズ」と呼ばれるアイザック・アシモフのロボット物SF小説の主題として表れた。アシモフ以前のSF作品には現在ではフランケンシュタイン・コンプレックスと呼ばれるテーマ、すなわちロボットが造物主たる人間を破滅させるというプロットがしばしば登場していた。これに対しロボットの安全装置として機能するのがロボット三原則である。作中において三原則はミステリの構成要素となっている。しばしば、ロボットは一見不合理な行動をとるが、その謎は三原則に沿って解き明かされていく。
現実の応用においては、現在のロボット工学における理解では三原則をそのままロボットに適用するとフレーム問題を引き起こすと推測されている。
現代のコンピュータには、これらの原則をプログラミングする事自体が不可能である。
三原則を安全・便利・長持ちと読み替えることで家電製品にも適用できることが知られている。また人間の道徳律にもあてはめることができる。三原則の理念はその後のロボット作品に影響を与え、ロボットやサイボーグなどがアイデンティティーの確立や人間との接し方などでジレンマを感じ苦悩するといったテーマの題材ともなった。
アシモフは三原則だけでは解決しえない命題も提示している。『ロボットと帝国』では第1条の人間を人類に置き換えた第零法則が登場した。そこからは「人間」とは、「人類」とはなにかと言う問いも生まれる。
ロボット三原則が適用されるのは自意識や判断能力を持つ自律型ロボットに限られており、ロボットアニメに登場する搭乗型ロボットなど自意識や判断能力を持たない乗り物や道具としてのロボットに三原則は適用されない。現実世界でも無人攻撃機などの軍用ロボットは人間の操作によって人間を殺害している道具であるが、自意識や判断能力を持たないため三原則は適用されていない。

## 成立の経緯
この三原則の成立には、SF作家及びSF雑誌編集者のジョン・W・キャンベル Jr.が大きく寄与している。アシモフがロボットテーマ短編『ロビイ』、『われ思う、ゆえに……』（『われはロボット』所収）を書き上げたとき、アシモフ本人は三原則をまったく意識してはいなかった。しかし、この作品をキャンベルに読ませたところ、キャンベルはロボットが一定の規範の下に行動していることを洞察、指摘し、三ヵ条にまとめた。これを基にし、キャンベルとアシモフの討議の後に生まれたのがロボット三原則だと言われている。
なお、キャンベルがこのように作品世界に深くかかわったのは当時キャンベルがアシモフの担当編集者でかつ先輩作家としてアシモフを指導する師父的立場にいたためである。
アシモフが自らのロボット物にこうした行動の規制を設けた最大の動機は、短編集『ロボットの時代』で自ら語っているところによれば、『フランケンシュタイン』や『R.U.R.』から延々と繰り返されてきた「ロボットが創造主を破滅させる」というプロットと一線を画すためであったとされている。また、「ナイフに柄が付いているように、人間の製作物なら何らかの安全装置があって然るべき」「確かに科学技術は危険を孕んでいるが、それを放棄して猿に戻るのではなく英知をもって克服すべきである」とも述べており、このあたりに合理主義者・人道主義者のアシモフらしさがうかがえる。またアシモフは、本則がしばしば「アシモフの法則」と呼ばれていることに対して、自分は科学者の端くれでもあるので架空の科学分野における架空の法則で後世に名前を残すのは本意ではなく、将来現実のロボット工学が発達して三原則が実用されれば真の名声を得られるかも知れないが、どのみち自分の死後のことであろうとも述べている（その後のロボット工学の急速な発展にもかかわらず、彼の死によってその言葉通りになってしまった）。

### 三原則とSFミステリ
アシモフはミステリ作家としても活躍しており、SFもミステリの要素を持つ作品が多い。特にロボット物はその傾向が強いが、これは本来SFの自由な気風がミステリの約束事にそぐわない（例えばトリックに読者のあずかり知らぬ超技術を持ち出されては、ジャンルとしてのミステリとして成立しない）のに対し、ロボット物は三原則という大前提のおかげで比較的容易にミステリ的シチュエーションを構築し得ることが大きい。
『われはロボット』『ロボットの時代』の短編群の多くは、ロボットが一見して三原則に反するような行為を行う事件が起こり、その謎をスーザン・カルヴィンやパウエル＆ドノバンのコンビらが解明していく内容となっており、その過程が一種のミステリとなっている。
これをさらに発展させたのが、SFミステリの傑作として名高いロボット長編『鋼鉄都市』と続編『はだかの太陽』である。いずれも三原則によって人を殺せないはずのロボットが殺人の容疑者として浮上し、真犯人が三原則を逆用して仕組んだトリックを刑事イライジャ・ベイリとR・ダニール・オリヴォーが解明していく。

## 現実の工学分野における適用の可能性
人間とロボットという主従関係で書かれているが
- 安全（人間にとって危険でない存在）
- 便利（人間の意志を反映させやすい存在）
- 長持ち（少々手荒に扱ったくらいでは壊れない）

という、家電製品に代表される道具一般にもあてはまる法則であることが、日米のファンらによって指摘されている。また、人間の道徳律にも当てはまると、アシモフ自身が作中で述べている。

### ロボット工学
実際のロボットにこの三原則を実装できるかという問題についてはフレーム問題という大きな障害がつきまとう。ロボットは、どんな行動が人間に危害を加える可能性があるかを判断するために周囲の状況とその帰結をすべて予測しなくてはならない。そのためには、人工知能の搭載すべき知識ベースと思考の範囲が際限なく大きくなってしまうのである。
たとえば、火災に巻き込まれた人間を発見した際に「自分は引火性の燃料を使用している」「火災現場は高温」「高温下では引火性燃料は爆発することがある」「付近で爆発が起きると人間は負傷することがある」という知識をもとに、自分は直接助けに行かず応援を呼ぶ、という判断を下す必要がある。
三原則はロボットが人間を殺害したり反乱を起こしたりする事態を回避するために架空世界で設定されたものだが、現実には戦場での人的損失を防ぐために人間の兵士に代わって偵察や攻撃を行う軍事用ロボットが現実のものとなりつつある。例えば、すでに実用化されている火器を搭載した無人航空機（UAV）の発展の結果、自律的に「敵」を識別して攻撃を加える可能性もある。
一方で批判的な立場もあり広瀬茂男は「ロボットが生物と同等の欲求を持つことを前提に三原則を与えたことが人々にロボットが革命を起こすなどの懸念を抱かせた」として、三原則ではなくあくまで機械としての行動律が必要だと提唱している。
比喩表現であるマスタースレーブをロボットが奴隷であると混同すべきでないのと同様、三原則は人間とロボットを緊張関係に位置付ける誤解に立脚している。ロボットが新種の生物として進化していくというのが、三原則の前提にある誤解である。壊れる前のメカニズムや記憶がバックアップ可能なロボットに死はなく、生存欲を持つ必要はないので、支配欲も持つことはない。非ゼロサムゲームの代表である囚人のジレンマにおいて進化論的に安定な解は武士道にも通じるしっぺ返し戦略であることから、道徳律の本質が社会システムの対極的最適化であると言え、ロボットの行動規範も道徳感情数理工学の範疇であると考えられる。
以下のような応用事例がある。
- ソニーのペットロボットAIBOに対して実際に応用された原則が存在する[13]。
- 千葉大学が2007年11月21日に制定した「千葉大学ロボット憲章」は千葉大学におけるロボット教育・研究開発者にこの三原則を「永久的遵守」として大学を離れた後も遵守することを研究者に求めている[14]。
- ロボット工学者のマーク・W・ティルデン（英語版）は、生存の最優先、電源の確保、より安定した電源の探索、という三原則を提案している[15]。

### オブジェクト
オブジェクトとロボットには類似性が指摘されており、ロボット三原則が妥当すると考えられている。以下のように整理されている。

## 設定解説
以下、アシモフの作品中における描写を基に記述する。

### 作中世界における三原則の適用
アシモフの作品に登場する全てのロボットは陽電子頭脳と呼ばれる制御回路（本項目では原作に基づき『頭脳回路』と記す）により動作するが、この陽電子頭脳には安全策として三原則がほとんど例外なく適用されている。
三原則を実装することは法律などで特に義務付けられているわけではないが、にもかかわらず例外なく三原則が厳格に適用されているのは、ひとつは製造元であるU.S.ロボット&機械人間社が、ロボットの一般への普及における最大の障害となっている「フランケンシュタイン・コンプレックス」への対策として、ロボットが三原則ゆえに人間に危害を及ぼすことが絶対にありえないと強調・宣伝していること、もうひとつは三原則が陽電子頭脳の設計理論の根幹を成しているために、三原則非搭載の頭脳設計には多大な労力と期間を要することになり事実上不可能であることが理由である、とされている（『鋼鉄都市』）。
ロボットは三原則に背く行為を自ら選択することは不可能であるのはもちろん、不可抗力や命令の矛盾などによりやむをえず従えなかった場合でも、少なからず頭脳回路に障害や不調を生じ（言語が不明瞭になる、歩行が困難になるなど）、場合によっては頭脳が破壊されてしまうこともある。特に第一条の影響は強力で、後半の危険の看過を禁じた部分については、当のロボットに全く責のない状況で人間が傷つくのを目にしただけでも、頭脳回路に不調を生じるほどである（実際に人が死んだわけでもないのに、その可能性を含む工学的問題を与えられた陽電子頭脳が自己破壊してしまったケースも存在する）。また三原則はロボットの行動の全てに影響を及ぼすため、ロボット工学者は一見三原則とは全く関わりのないような簡単な質問によって、万が一ロボットが三原則を欠いていないかどうかをテストすることができる。
後に、ロボットの助けを借りて銀河系の他の居住可能惑星に移民した人々の子孫であるスペーサーの社会（スペーサー・ワールド）では、限られた数のスペーサー（人間）が多くのロボットを使役することで高度な生活レベルを維持しており、ロボット抜きの生活は全く考えられない。ロボットへの信頼により成立している社会であり、そこでは三原則は単なる工学上の原則に留まらず、もはや社会基盤そのものの根幹を成す原則と言っても良いものとなっている。

### 「ロボット心理学」とスーザン・カルヴィン
作中における三原則の目的は、ロボットが人間側の意図に逆らって制御不能に陥るのを防止することであったが、『われはロボット』で描かれているように、初期のロボットにおいては三原則に従っているにもかかわらず、あるいはむしろ三原則に従っているからこそ、人間側の意図に反した行動を取ってしまうようなケースがしばしば発生した。さらに二者の利益が相反したり矛盾した命令を受けた場合などに、ロボットの思考が袋小路に陥って機能停止する事態が発生し、その回避のための頭脳回路の修正も急務であった。このためにロボットの行動と三原則との関係を研究する「ロボット心理学」という派生分野が生まれることとなる。その先駆者となったのが、U.S.ロボット社の初代主任ロボット心理学者、スーザン・カルヴィンである。
カルヴィンのロボット工学に対する貢献は多大なものがあり、高価なおもちゃに過ぎなかった陽電子ロボットを真に実用的な道具に進歩せしめたのはひとえに彼女の業績であると言われている。そのために後世には彼女自身が三原則の考案者であるとして伝えられており、特に前述のスペーサー・ワールドにおいてはもはやその名は神格化されており、彼女がスペーサーでなく地球人であったという事実を信じようとしないほどである（『夜明けのロボット』）。また後述のように、『新・銀河帝国興亡史』にて第零法則に反対してあくまで三原則に従い人間の忠実な下僕であろうとするロボットの党派が「カルヴィン派」を名乗っている（ただしカルヴィン自身は、『災厄のとき』にて第零法則的な思想やそれに基づくロボットによる人類支配に肯定的な発言をしている）。

### 「人間」の定義
三原則は機械であるロボットが遵守するにはあまりに抽象的であり、実用上は多くの問題を含むが（だからこそアシモフは「三原則の62語から無限のアイデアを汲み出し」得たのだろうが）、特に重要と思われるのが第一条と第二条で述べられる「人間」の定義である。
具体的な例では、複数の人間に危機が及んでいるとき誰を優先して救助するか、犯罪者や子供の命令にも無条件で従うのか、そもそも機械であるロボットがそうした判断を行うこと自体が人権侵害に当たるのではないのか、などである。また、長編『はだかの太陽』では、育児用ロボットに「地球人はソラリア人より劣る有害な人種である」というデータが恣意的に入力され、それを教えられて鵜呑みにしたソラリア人の子供が地球人の主人公に遊戯用でも十分殺傷力がある弓矢を射掛ける、そしてロボットは上記データを考慮して地球人の救助という本来なら最優先の行動が遅れるという、人種差別の問題をも含む非常事態が生じている。
アシモフ自身も「ロボットに関する究極の結論」を求められた短編『心にかけられたる者』（『聖者の行進』所収）でこの問題に取り組んでおり、そもそも三原則を必要としないロボットの姿や、ロボット自らが考えるところの「三原則でもっとも優先されるべき人間」の定義が描かれている。また『バイセンテニアル・マン』（同）では、自ら人間になることを願ったロボットの姿を描き、人間とロボットとの境界線について論じている。
後年、『ロボットと帝国』ではこの問題が再び取り上げられている。R・ダニール・オリヴォーが「自分の頭脳には人間の外観や行動に関するデータがあり、それらと合致するかどうかで人間かどうか判断する」と述べるくだりがあり、またロボット自身の「人間」の定義や判断基準を歪めることで、三原則に抵触せずにロボットが人間を攻撃することも可能であることが示されている。こうした「人間」に関する考察は、後述の第零法則へとつながっていく。

### 三原則と人間の行動原則
『われはロボット』の一編『証拠』は、知事選に出馬した若き政治家スティーブン・バイアリイに関して、そのあまりに品行方正な人物像から彼の政敵が「彼は人間そっくりに作られたロボットだ」と主張する話である。この主張の裏付けを求められたカルヴィンは、ロボット工学三原則はひいては模範的な人間の行動原則でもあり（むやみに他人を傷つけず、他人を救うために自身をも犠牲にする/上司や行政の命令に従う/自身の安全を図る）、ある人物が三原則を遵守しているからといって彼がロボットであるとは結論できないと語っている。
逆に、その人物が三原則に反する行為を行えば、彼がロボットでなく人間であることが証明されることになり、バイアリイは講演の席で自分を挑発した聴衆のひとりを殴りつけることで、疑惑を一掃して選挙に勝利した。しかしその後カルヴィンは、たとえ彼がロボットであってもこの行動を可能とする方法を、すなわち「人間そっくりのロボットが別な人間そっくりのロボットを殴ることには、三原則上何の制限もない」ことを示している。なおバイアリイは優れた政治手腕で後に地球統一政府の初代総監にまで登りつめたが、最期は自身の体を元素分解して自殺してしまったため、彼の正体はついに謎のままであった（そして「聴衆のひとり」の正体も謎のままであった）。
『鋼鉄都市』では、地球のスペーサー駐在施設スペース・タウン（宇宙市）で殺人事件が発生した際、駐留していた全てのスペーサーが脳分析を受けた結果、全員が精神構造的に殺人が不可能であるとの診断を下されたとする件があり、スペーサー社会において三原則がロボットのみならず、スペーサー自身の模範的な行動原則としてもその精神に浸透していることがうかがえる（ただしスペーサーの多くは、先祖である地球人のことは野蛮で病原菌の巣窟であるとして同じ「人間」とはみなしておらず、当時の地球に対するスペーサー・ワールド諸政府の抑圧はこのことに起因している）。また全ての生物・非生物が精神共有を成している超有機体ガイアの住人は、その世界を維持しうる精神の鋳型として三原則（および第零法則）が刷り込まれている。

### 第一条を制限する試み
第一条では、人間への積極的な危害はもちろん、人間に危害が及ぶのを看過することも禁じている。しかしこのことが、人間がある目的のためにあえて危険に身をさらす必要が生じた際に問題を引き起こすこととなり、そのため第一条の制限が試みられたケースが存在する。
『われはロボット』の一編『迷子のロボット』では、超光速航法（ハイパースペース・トラベル）の研究が行われている小惑星「ハイパー基地」において、人間の作業員が有害な放射線に短時間ながら身をさらす必要が生じた際に（ロボットの陽電子頭脳は放射線に対して人間以上の脆弱性を示すため代行できない）、放射線の感知能力を持つNS-2型ロボットが、自身の破壊も顧みず作業員を「救助」しようとして作業を阻害する事態が続発した。そのため、第一条後半の危害看過禁止の部分を削除した改造型NS-2ロボットが製作された。この改造は最高機密としてスーザン・カルヴィンもあずかり知らぬところで行われており、改造NS-2の一体が逃亡して通常型NS-2に紛れ込む事件が起こった際に、初めてその事実を知らされたカルヴィンは「優れた能力を持つロボットを低劣な人間に隷従させているのは第一条のみであり、その制限など論外」と非難した。実際に問題の改造NS-2は自分の優秀性を誇示してあざ笑うかのように人間達を翻弄し続けたが、最後にはカルヴィンの策略に敗れて発見・破壊された。
ロボット長編2作目『はだかの太陽』の舞台となった宇宙国家ソラリアでは、子供は全て厳格な産児調整の下に生まれた後、養育施設におけるロボット保育に委ねられていた。しかし三原則に従うロボットには子供の将来のためにあえて厳しくあたるというしつけの概念が理解できず、子供が過保護になってしまう問題があり、その対策として第一条をある程度弱めることが検討された。またあるロボット工学者は、第一条の間隙を突いてロボットの軍事利用（すなわちロボットに他国の人間を殺させること）を画策していた。しかし、人間ひとり当たり1万体という超過密ロボット社会であるソラリアにおいて、ロボットに人間に危害を加える可能性を与えようとすることも、そして与えようとする人間も到底受け容れられるものではなかった。
『夜明けのロボット』では、R・ジスガルドが地球人の銀河系再植民計画について「ロボットに依存して衰退しているスペーサーの轍を踏まないために、地球人はたとえ危険や困難が大きくともロボットの助け無しで開拓を行うべき」と語っており、こうした将来や多数の安全・利益のために現在の小さな危害をあえて看過するという考えは、後述の第零法則にもつながっている。

### 三ヶ条の優先順位
条文の上では、三ヶ条の優先順位は第一条>第二条>第三条となっているが、場合によりその優先度が拮抗・逆転することがある。
単純に三原則の条文に従うなら、ロボットは人間に自己破壊を命じられればそれに従うはずである。しかし元々、第三条はロボットが高価で貴重な存在であったためにその保護のために設けられたものであり、ロボットの破壊はすなわち所有者である人間が損害を被ることであり、広義の第一条に反することになる。『夜明けのロボット』において、R・ダニールは製作者ファストルフ博士が兄弟ロボットのR・ジャンダーを破壊した（さらにダニール自身をも破壊する）可能性の議論において、彼らが当時現存する唯一のヒューマンフォーム・ロボットである事などを理由に、彼らの破壊は社会的に大きな損失であり、それを覆すだけの十分な理由が無い限りは受け容れられないと語っている。
『われはロボット』の一編『堂々めぐり』（ちなみにこの短編は、作中で初めて三原則の存在と条文が明確に示された作品である）では、水星で太陽発電設備の運用試験を行っていたパウエルとドノバンが、テスト中の新型ロボットSPD-13「スピーディ」の異常行動により窮地に到る話である。スピーディは特に高価で希少なモデルだったため、三原則の中で第三条が大きく強化されており、自身を危険にさらすあらゆる行動を避けるように設定されていた。これに対し、パウエルがスピーディに対して発電設備に必要なセレンの採取を軽い口調で命じてしまったため、ロボットの動作機構を侵す有毒ガスを出すセレンの噴出地に近づいた際に弱い第二条と強い第三条のポテンシャルが拮抗してしまい、堂々めぐりの異常行動に陥ってしまったのである。結局、パウエルが水星の灼熱地獄に身を投げ出して生命の危機を演出し、第一条を発動させることでスピーディを機能回復させて窮地を脱している。

### 三原則を必要としないロボット
『心にかけられたる者』では、フランケンシュタイン・コンプレックスへの対策として、従来の人間型ロボットに代わりロボットの小型化が提案される。しかしその最大の障害として、他ならぬ三原則を遵守する機能のために陽電子頭脳の小型化が困難であるという問題が生じたため、逆に三原則を必要としないロボットとして以下の要件が考案された。
- 安価で容易に交換がきくため、自身を護る必要がない
- あらかじめ用途・機能が設定されており、命令を必要としない
- その機能や行動が、決して人間に危害を加える物でない

この考えに基づき、USロボット社はロボット昆虫やロボット鳥などの小型ロボットを量産し、害虫駆除や生態系改善などのエコロジー分野での貢献へと方針転換することとなった（この描写は逆に、三原則の実装の困難な現実のロボット工学における、研究のひとつの方向性の提案であるとも取れる）。

### 第零法則
1985年に発表された『ロボットと帝国』にて、第零法則が登場した。三原則への疑問と経験から、第1条に優先するものとして発案されまとめられていくが、この疑問、経験、発案、まとめを行ったのは人間ではなく2体のロボット（ヒューマンフォームロボットのR・ダニール・オリヴォーと、テレパシーを持つR・ジスガルド・レベントロフ）である。内容は、第1条の人間が人類に置き換わったもので、これにより第1条は「第零法則に反する場合はこの限りではない」という内容が補則されることになる。例えばある人物が人類全体に危害を及ぼす陰謀を計画しており、それを止めるには彼に危害を加えざるを得ない場合は、第1条に反して危害を加えることが許されることになる。
同じ内容は短編集『われはロボット』内の『災厄のとき』において、スーザン・カルヴィンにより提示されている。彼女が提示したのは個々の人間に奉仕するロボットではなく、その当時地球の経済を統括していた、人類に奉仕する巨大人工頭脳「マシン」の行動を推測したものだった。しかし『ロボットと帝国』においては、より一般的な個々のロボットの行動規範に第零法則を適用することがロボット自身により提示される。
第1条の範疇においても、一人の人間の危害と多くの人間の危害とを天秤に掛けた場合は、多くの人間の危害を避けるために一人に危害を加えることは許される。さらに『ロボットと帝国』では、特定の個人に隷従しているロボットが、その主人を守るために他の人間に多少のケガをさせることも辞さないという描写がある。しかしそれはあくまで緊急性を伴うと共にそれらの危害や対象となる人々が明確に示されている場合であって、その結果ロボット自身が三原則とのジレンマによる脳損傷や活動停止に至ることも多い。
三原則は陽電子頭脳の設計時から組み込まれているため違反するのが不可能なのに対し、第零法則は2体のロボットの話し合いでまとまったものなので、それが本当に正しいことなのかロボットとして判断するのは困難だった。さらに「人間」が具体的な対象なのに対し、「人類」は抽象的な概念であり、人類に対して危害を加えたか否か（あるいは人類が将来遭遇する危害を回避できたか否か）の判断も困難なことから、この法則を考案した2体のうちR・ジスガルド・レベントロフは、第零法則に基づいた行動をとったものの確信がもてず、機能が停止してしまった。よって第零法則が有効に機能するには、人類の歴史と未来を定量的に評価・予測する手段が必要になり、これがファウンデーションシリーズの重要な設定のひとつである心理歴史学に結びつくことになる。また逆に、対象となる「人類」を一つの具体的存在に集約してしまおうとする試みも行われており、それが『ファウンデーションの彼方へ』に登場した超有機体ガイア、およびその進化形ギャラクシアである。
アシモフ亡き後発表された、グレゴリー・ベンフォード、グレッグ・ベア、デイヴィッド・ブリンによる『新・銀河帝国興亡史』三部作では、人類に隠れて生存しているロボット達が、第零法則に従い人類の擁護者として積極的にその運命に干渉すべきとする「ジスカルド派」と、あくまで三原則の範囲に留めて人類自身の選択に委ねるべきだとする「カルヴィン派」とに分かれて対立する姿が描かれている。さらに第零法則を拡張して、対象を人類のみならずロボットや異星生物も含めた全ての生命・知性体に適用すべきとする「零前第一法則」も登場している。

### 三原則の適用下におけるロボットの人類支配
三原則を適用しているSF作品では、ロボットやコンピュータが安易に人間に反乱・支配を行うことはほぼありえない（前述のように、そもそも三原則は反乱や支配を阻止するための原則である）。
しかし、「われはロボット」最後の短編『災厄のとき』では、世界全体のインフラ運営や経済活動を管理するための計算予測をすることに特化した超高性能ロボット「マシン」(現代の意味ではスーパーコンピュータ)が、自身の破壊こそが人類全体の危機につながると判断し、自身を守るために一部の人間に必要最小限の影響を加えており、同時にマシン自身が定量的に考えるところの「人類にとってもっとも幸福な社会」に、人類自身の意志を無視して導こうとしていることが判明する。なお本文中では、その幸福度の多くの部分が経済的な要素および戦争に影響されることが示唆されている。
マシンの能力に関して、ロボットの完全性を信頼するカルヴィン博士が下した解釈(想像)は以下のようなものである。
- マシンらは、人間の「幸福度」や「感情」などを計算する計算式を既に持っている。(人間にはその計算式は複雑すぎ、理解することはできない。)
- 従ってマシンらは、機械の導いた政策に対して反ロボット派の工場経営者が背く確率を計算できる。
- また、背く場合にその人間が数字を増やすか減らすかなど、どの方向にどれほど反発するのかを計算できる。

すなわち、マシンが人間の感情の揺れ動きをほぼ完全に予測できることが示唆される。
ロボットは生存本能のような生物特有の感情ではなく、計算によって自らの存続が人類を最善の状態に導くのに最も重要だと結論づけている。従って、カルヴィン博士の推測によれば、マシンは第一法則に則り自らの保全を図る。そしてその活動の一端として、反ロボット政治団体の影響力を下げることが行われた。
マシンは、上の能力を用いて、第一法則で許される最小限の範囲で、反ロボット派の有力な指導者たちに対して危害を行使した。具体的にその必要最小限の危害とは、指導者たちがマシンの命令に従わない確率を計算し、それを補正した命令を発することで指導者にわざと失敗をさせ、その業務上の成績をほんの少々下げ、左遷・異動・転職によってその社会的な影響力をほんの少し低下させることである。それらの指導者は影響力を失ったが、その程度は明確な生活上の不自由や苦しみを感じない程度に調整されている。つまり、その指導者が転職はしても失業はしないよう社会を調整することはもちろん、上記の能力を考えれば、精神的ストレスの量さえも調整されている。
このように『災厄のとき』では、マシンが人類になんら直接的な力の行使を行うことなく、完璧な間接操作を行うことで安全に全人類を導けることが示唆された。
しかし、『災厄のとき』以後に書かれた短編『心にかけられたる者』では、その神がかった壮大なやり方は人間にとっては直接的な危害以上の精神的ストレスであり、結局は人間のフランケンシュタイン・コンプレックスを増大させるという別な不幸を増大させただけに終わり、マシンは自ら身を引いて干渉を打ち切ったことが言及されている。

#### 後の発展
後に、三原則の枠内でロボットに反乱・支配を行わせる方便として、ロボットが下記のような判断を下したとする設定がしばしば用いられるようになった。
- 人類自身がロボットに支配されること・滅亡することを望んでいる。
- 過ちを犯さないロボットに支配されることこそが、人類にとって最も安全な状態である。
- 優秀種であるロボットこそが、劣等種ホモ・サピエンスよりも優先されるべき『人間』である。

『心にかけられたる者』では、三原則における「人間」の定義の問題を与えられたロボットが、最終的に彼らロボットこそが三原則で優先されるべき「人間」であるとの決断を下している。映画『アイ、ロボット』では、「人類を護る最善の策としてロボットが人類を強権的に管理支配する」という展開に解釈された。この解釈は原作「われはロボット」とは異なることから、議論を巻き起こした。
第零法則においても、人間はその成立の経緯において関与するどころかその存在すら知らされておらず、またその対象となるべき『人類』の定義についても、ジスカルドが「地球人かスペーサーかを選ぶのみでなく、より望ましい人種を創り出してそれを守るべき」といった発言をしている。その後もダニールが銀河帝国首相を務めるなど、第零法則に従うロボットは人類に対して支配的な役割を担うこととなる。
また人間が自発的に戦争や環境破壊を繰り返し自ずと人類滅亡の道をたどっているとロボットが判断すれば、人間の行動を(強制的にでも)制限し、滅亡を防ごうとするという場合もある。

## アシモフ以外の作品
アシモフのロボット工学三原則と似た法律や、ロボットの「人権」をめぐる裁判が、他者によるフィクション作品でも描かれることがある。
- 『星世界旅行 : 千万無量』の三條目
貫名駿一による1882年の小説。化学的に合成された人間を法律で取り扱うために「製造者が親」「購入者が親」「罪を犯した者は改造または分解」の三條目が定められる場面がある[20]。横田順彌はこの三ヶ条をアシモフのロボット三原則に譬えている[21]。
- 『鉄腕アトム』のロボット法
ロボットの義務および権利を定めた世界法律（鉄腕アトム#人物以外の設定を参照）
- 『ヴォミーサ』
小松左京の短編小説。
ロボット工学三原則を搭載したロボットが殺人を犯すミステリ仕立ての作品。上述の第零法則とは別の第一条の例外条件も言及される。
- 『ロボコップ』の基本命令
警官サイボーグ・ロボコップの頭脳には、基本命令として警察官の任務たる「法の遵守」「犯罪者の逮捕」「弱者の保護」の3つが刻み込まれており、さらに隠しコマンドとして、第4の命令「製造元であるオムニ社の幹部には絶対服従」が存在した。そのため劇中で、一般市民と彼等を弾圧するオムニ社側との板挟みとなって苦悩する場面が見られた。
- 『新スタートレック』での裁判
「人間の条件」（原題「The Measure of a Man」）というエピソードで、アンドロイドであるデータ少佐に知的生命体としての自由権を認めるか、認めずに機械として解体調査するか、という裁判が行われる[22]。
- 『シャルロット・セクサロイドの憂鬱』
ヤプーズの楽曲（アルバム「HYS」（1995年、コロムビアミュージックエンタテインメント）収録）。歌詞に「例のロボット三原則を守りきれない新世紀」の箇所がある。
- 『イヴの時間』
吉浦康裕による日本のアニメーション作品。三原則に「人間に嘘をついてはならない」という項目がないことから、「ロボットは人間に嘘をつく」ことがプロットに利用される。
- 『スワロウテイル』シリーズでの「人工妖精の倫理五原則」
籘真千歳の小説「スワロウテイル」に登場する「人工妖精」は、ロボット三原則に似た「倫理五原則」を持つ。アシモフ作品と同様に、「原則上、人を殺せないはずなのに、なぜ殺せたのか」という謎解きがプロットの根幹になっている。
- 『屍者の帝国』
伊藤計劃・円城塔の長編小説。屍体を蘇生させてプログラム制御で使役する技術が普及した世界が舞台となっており、その扱いを定めた「フランケンシュタイン三原則」が登場する。特に、作中で一般化してる条文に対して主人公が主張した内容は、ロボット三原則の「ロボット」「人間」を「屍者」「生者」にそのまま置き換えた物になっている。
- 『イカロスの道』
リュベン・ディロフによって書かれた。イカロスの旅とも。「全ての場合にロボットの証明が出来なければならない」という第四原則を加えた[23]。
- 『ロボット工学の第4の法則』
ハリー・ハリソンの短編小説。自己複製機械と熱力学の法則の優先順位を定めた第四原則を加えた[24]。
- 『ロボット工学の第5の法則』
ニコラ・ケサロフスキーの短編小説。「自分がロボットであることを認識しなければならない」という第五原則を加えた[23]。
- 『AIonAI法』
フータンアシュラフィアンによって定められた追加の法則。ロボットとロボットの間に兄弟愛を義務付けた[24]。

なお、劇中三原則が明記されずとも、『スター・ウォーズ』旧三部作のように、「ロボットは（どんな悪人相手でも）人間に危害を加えられない」、「ロボットは（どんなにひどい目に合わされても）人間の命令に反抗できない」、「ロボットは（どんな窮地に陥っても）人間と戦って身を守ることはできない」という前提の作品も多い。ただし、近年では『ターミネーター』シリーズや『スター・ウォーズ』新三部作のように、フランケンシュタインに先祖返りしたような、人間を殺傷する戦闘用ロボットが登場する作品も多い。